# San Giovanni in Galdo
San Giovanni in Galdo ist eine Gemeinde (comune) in der italienischen Provinz Campobasso in der Region Molise und hat 506 Einwohner (Stand 31. Dezember 2023). Die Gemeinde liegt etwa 7,5 Kilometer ostnordöstlich von Campobasso. 

## Geschichte

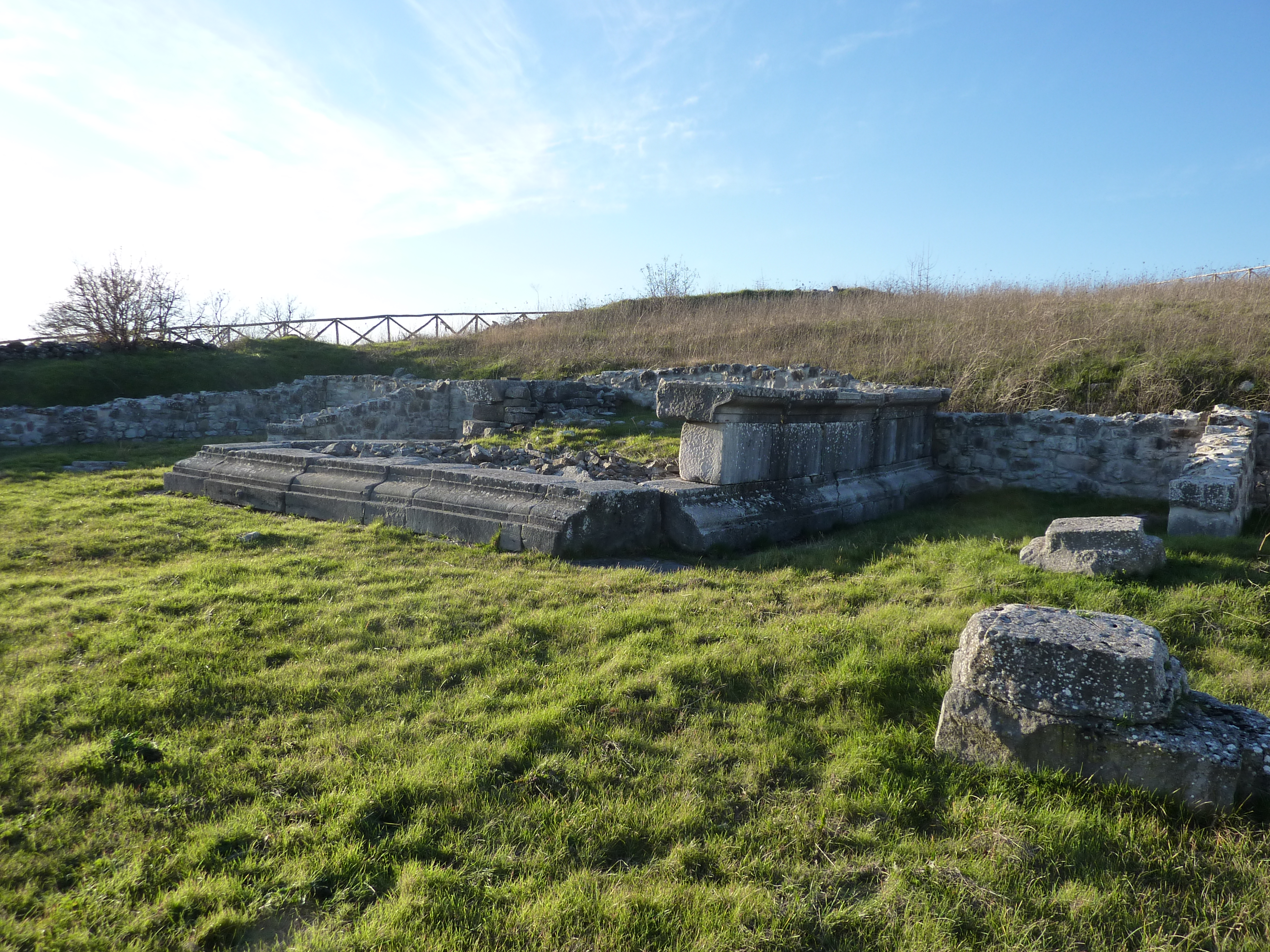
Römische Tempelruine im Gemeindegebiet

Die Zusammenhänge der im Gemeindegebiet gefundenen römischen Siedlung sind nicht rekonstruierbar.